# Јосип Рус
Јосип Рус (Блед, 16. март 1893 — Љубљана, 15. септембар 1985), словеначки правник, учесник Народноослободилачке борбе и друштвено-политички радник СФР Југославије и СР Словеније.

## Биографија
Рођен је 1893. године у Бледу. Гимназију је завршио у Крању, а од 1911. до 1914. студирао право у Бечу. Од 1908. је био активан у гимнастичком друштву „Сокол“, а за време Првог светског рата био је прогоњен од аустријских власти.
Дипломирао је 1921. на Универзитету у Љубљани, након чега је радио у судској струци, а од 1934. као судија у Љубљани. Све је време активно радио у соколским друштвима, па је 1936. био изабран за подначелника љубљанске соколске жупе.
Демократско крило „Сокола“ под вођством Руса закључило је 13. јануара 1941. споразум с КП Словеније о сарадњи у предстојећој антифашистичкој борби. Рус је 27. априла 1941. представљао словеначко соколско друштво на оснивачкој конференцији Ослободилачког фронта Словеније. На другом заседању пленума ОФ, био је изабран у његов Извршни одбор.
Фебруара 1942. прешао је у илегалност, а у мају на ослобођену територију, где је 27. јуна именован за повереника за судство у Народноослободилачком већу. Члан АВНОЈ-а постао је од децембра 1942, а на збору у Кочевју био је изабран за потпредседника Извршног одбора ОФ и за члана Словеначког народноослободилачког одбора. На Другом заседању АВНОЈ-а био је изабран за једног од његових потпредседника.
Године 1945. био је потпредседник Предесдништва Уставотворне скупштине ДФЈ, потпредседник Президијума Народне скупштине ФНРЈ од 1946. до 1953, председник Републичког већа Народне скупштине НР Словеније од 1954. до 1958. и остало.
Умро је 1985. године у Љубљани.